# 曼徹斯特戈頓 (英國國會選區)

選區在大曼徹斯特的位置

曼徹斯特戈頓（英語：Manchester Gorton），英國國會一自治市選區，位於大曼徹斯特郡曼徹斯特市中心以南，包括七個地方選區。
首設於1885年，1918年前為郡選區，稱為東南蘭開夏戈頓分區（South-East Lancashire, Gorton Division）。本區自1935年以來一直支持工黨。1983年至2017年間的當區議員是傑拉德·考夫曼爵士。他在2010年大選中的以50.1%選票勝出該區連任。他於2017年死於任上，因而觸發一次補選。